# Hedy Crilla
Hedy Crilla (Viena; 26 de septiembre de 1898 - Buenos Aires; 31 de marzo de 1984), a veces escrito Hedy Krilla, nacida como Hedwig Schlichter, fue una actriz de teatro y maestra de actores austríaca exiliada en 1940 en Buenos Aires. Era hermana del también músico y exiliado Víctor Slister.

## Primeros años en Europa
Nació en Viena y estudió en el conservatorio de esa ciudad, trasladándose en 1920 a Alemania, donde inició su carrera teatral junto a creadores como Bertolt Brecht, Gustaf Gründgens, Leopold Jessner, Max Reinhardt y Carl Zuckmayer. Era hermana de Fritzi Schlichter Lindberg, de las Viennese Singing Sisters.
Trabajó en teatro en Alemania, Austria, Francia, Polonia e Inglaterra.
En 1933 huyó del nazismo primero a Viena y luego a Francia, marchándose definitivamente de Europa en 1940.

## Argentina
Radicada en Buenos Aires, trabajó en compañías de teatro alemán independiente en La llama sagrada, de Somerset Maugham (1941), Alerta en el Rhin, de Lillian Hellman (1942), y Espectros, de Henrik Ibsen (1946). Trabajó además en elencos franceses y dictó clases de perfeccionamiento.
En la década de 1940 actuó en cine argentino, especialmente con Mario Soffici. En 1947, fundó la Escuela de Arte Escénico de la Sociedad Hebraica Argentina, donde surgieron figuras como Fanny Mikey, Sergio Renán y David Stivel.
En 1958, la convocó el Teatro Independiente La Máscara para profundizar el método de Stanislavski, de cuyo trabajo como directora se recuerdan Cándida, de Bernard Shaw (Premio Críticos Teatrales, Mejor puesta en escena 1959), Una ardiente noche de verano, de Ted Willis (1960), y Espectros, de Henrik Ibsen (1961).
Su legado pedagógico con el método de Stanislavsky y de Lee Strasberg marcó el camino a varias generaciones, formando a maestros y directores que continuaron su labor: Agustín Alezzo, Augusto Fernandes, Federico Herrero y Carlos Gandolfo y actores como Elsa Berenguer, Norma Aleandro, Federico Luppi y Lito Cruz, quien afirmó: «Crilla fue el eslabón entre Stanislavski y nuestro medio. Fue la primera persona que habló de conectar al actor con sus propias vivencias, y así salimos de la sobreactuación. Estimo que nosotros vamos tomando humildemente este legado que ella dejó a sus alumnos, lo transmitimos a nuestros alumnos y ellos, a su vez, lo darán a conocer a otras generaciones».
Sus últimos trabajos como directora fueron Despertar de primavera, de Frank Wedekind (1976), y Mary Barnes, de David Edgard (1982).
En sus últimos años regresa como actriz a las tablas en La mentira, de Nathalie Sarraute (1968), Romance de lobos, de Valle Inclán (1970), La boda del hojalatero y Jinetes hacia el mar y finalmente en Sólo 80, de Colin Higgins (1977), junto al actor Norberto Díaz, donde fue reconocida por sectores más populares de la audiencia.
En televisión apareció en el ciclo televisivo Alta comedia, como la original Mamá Cora, en la adaptación televisiva de Esperando la carroza, del autor teatral uruguayo Jacobo Langsner.

## Fallecimiento
Falleció el 31 de marzo de 1984 en Buenos Aires debido a una enfermedad neurodegenerativa progresiva con la que dejó de comer, se fue deteriorando físicamente y, finalmente, se le produjo un desequilibrio mental del cual nunca salió. Ya no reconocía a nadie. Sus seres más queridos la despidieron en medio de la lluvia, y acompañaron su cuerpo hasta el panteón de la Asociación Argentina de Actores, en el Cementerio de la Chacarita. No hubo discursos de despedida, sólo se retiró del ataúd el manto negro que lo cubría, con la estrella de David y letras en hebreo, para luego colocar el cajón en el nicho correspondiente .

## Filmografía
- El pibe cabeza (1975), Mujer anciana
- Operación Masacre (1973)
- Juan Lamaglia y Sra (1970)
- Invasión (1969), Vieja sirvienta
- Alfonsina (1957)
- La simuladora (1957)
- Tren internacional (1954)
- El ladrón canta boleros (1950)
- Un pecado por mes (1949)
- Cita en las estrellas (1949)
- La hostería del caballito blanco (1948)
- Tierra del Fuego (1948)
- Ceniza al viento (1942)